# Plénée-Jugon
 Plénée-Jugon (en bretó Plened-Yugon, gal·ló Plénét) és un municipi francès, situat a la regió de Bretanya, al departament de Costes del Nord. L'any 1999 tenia 2.265 habitants.

## Demografia
| 1962                                       | 1968  | 1975  | 1982  | 1990  | 1999  |
| ------------------------------------------ | ----- | ----- | ----- | ----- | ----- |
| 2.491                                      | 2.526 | 2.464 | 2.291 | 2.235 | 2.265 |
| Des de 1962: població sense dobles comptes |       |       |       |       |       |

## Administració
| Període   | Identitat       | Partit |
| --------- | --------------- | ------ |
| 1987-1994 | Claudy Lebreton | PS     |
| 1994-2008 | Raymond Guerin  | PS     |
| 2008-     | Gérard Le Cam   | PCF    |